# Glypta infrequens
Glypta infrequens är en stekelart som beskrevs av Dasch 1988. Glypta infrequens ingår i släktet Glypta och familjen brokparasitsteklar. Inga underarter finns listade i Catalogue of Life.